# 牟羽可汗
牟羽可汗（？—780年），名移地健，又稱登里可汗，尊號登里囉汩沒蜜施頡咄登蜜施合俱錄毗伽可汗:91，出身藥羅葛氏，公元759至779年間就任回紇汗國第三任可汗:91:159。他是英武可汗（磨延啜可汗、葛勒可汗）之次子。回紇神話中有一卜古汗，牟羽可汗是它的轉音，有巫師之意。他即位前的称号为大毗伽突利设。

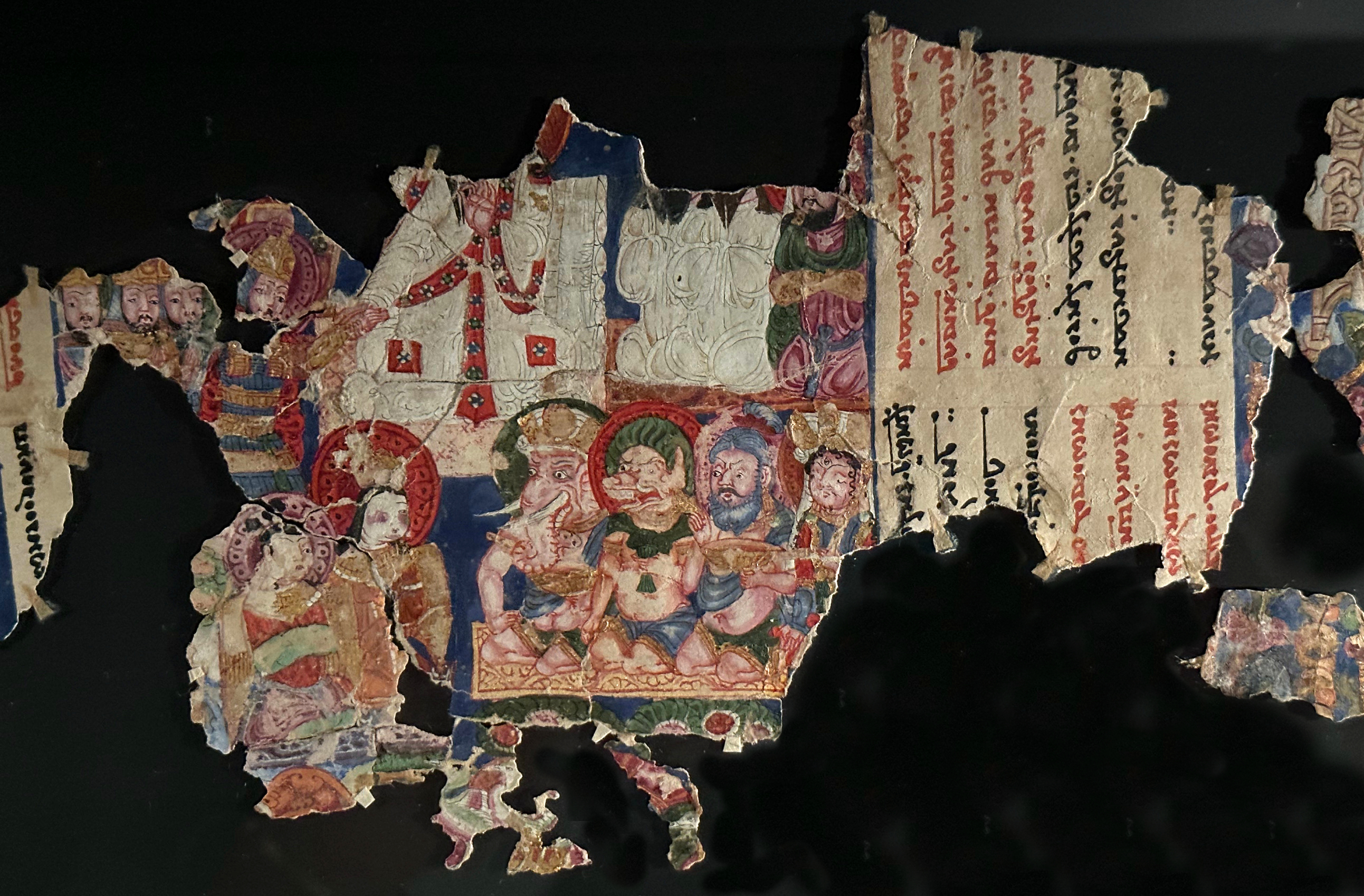
762年，牟羽可汗皈依摩尼教。8世纪摩尼教手稿（MIK 4979）

758年，娶僕固懷恩女为妻。次年继可汗位，建号爱登里罗汨没密施颉登密施合俱禄毗伽可汗，依俗纳小宁国公主为妻。762年，应唐朝之请，率军與岳父僕固懷恩合作助唐帝國联兵打敗史朝義，再克洛阳。居功骄纵拔扈，恣意侮辱唐朝天下兵马元帅李适。763年，杀史朝义，平定安史之亂，被唐朝封為颉咄登里骨啜密施合俱禄英义建功毗伽可汗（简称英義建功可汗），册其妻为娑墨光亲丽华毗伽可敦。同年归国，同时携摩尼教僧侣睿思等四人同归。其後因功而強行要求唐帝國互市，以一匹馬換唐帝國絲絹40疋，造成唐朝沉重的財政负担，並不時攻掠唐帝國邊郡地區。他統治期間吸納了部份唐帝國的文化制度。此外，他於762年引入摩尼教:159，將之變為回紇的國教。768年，光亲可敦卒，再娶仆固怀恩幼女崇徽公主。779年，唐代宗驾崩，唐德宗李适初立，他受依附于回纥的九姓胡建议，想要举兵南下攻唐，从父兄顿莫賀達干劝谏阻止，他不听。780年，因對於唐帝國關係上意見不合，為宰相顿莫賀達干所殺，在位二十年。
他引進摩尼教，因為摩尼教很适合以遊牧为生的部落。他從洛陽帶回四位摩尼教士與薩滿辯論，摩尼僧人獲勝，自此以摩尼教為國教。他有一外号「摩尼之舌」。據九姓回鶻可汗碑（漢文碑面）記載：“……可汗乃頓軍東都，因觀風俗敗，民弗師，將睿息等四僧入國，闡揚二祀，洞徹三際。況法師妙達明門，精通七部，才高海嶽，辯若懸河，故能開正教於回鶻……”